# Brax (Lot i Garonna)
Brax – miejscowość i gmina we Francji, w regionie Nowa Akwitania, w departamencie Lot i Garonna.
Według danych na rok 1990 gminę zamieszkiwało 1370 osób, a gęstość zaludnienia wynosiła 156 osób/km² (wśród 2290 gmin Akwitanii Brax plasuje się na 309  miejscu pod względem liczby ludności, natomiast pod względem powierzchni na miejscu 1151).